# Monika Kryemadhi
Monika Kryemadhi (Tirana, 9 aprile 1974) è una politica albanese, membro del Parlamento e leader del partito Movimento Socialista per l'Integrazione.

## Istruzione
Monika Kryemadhi è nata il 9 aprile 1974 a Tirana e si è diplomata al liceo. A partire dal 1992 studia alla Facoltà di scienze naturali dell'Università di Tirana. A partire dal 1999 studia presso il Centro europeo per lo studio della sicurezza George Marshall a Garmisch-Partenkirchen. Nel 2000-2002, ha studiato alla Facoltà di Economia dell'Università di Tirana, ha conseguito un master in economia aziendale. Ha continuato gli studi alla scuola di specializzazione.

## Carriera politica
Kryemadhi ha iniziato la sua carriera politica nel 1991 quando fu tra i fondatori di FRESSH (l'organizzazione giovanile del Partito Socialista d'Albania). Nel gennaio 1992, è stata eletta membro del Presidio e, nel maggio dello stesso anno, diventa Segretario Generale dei Congressi I e II di FRESSH. È stata presidente di FRESSH fino all'aprile 2002. Dal 1995 al 2000, è stata vicepresidente di IUSY. Ha fatto parte del Partito Socialista dal dicembre 1991 al settembre 2004. Durante questo periodo, ha ricoperto il mandato di parlamentare nell'Assemblea di Albania dal 2001 al 2005. È stata eletta due volte nel consiglio comunale di Tirana, da cui è diventata segretaria della delegazione al Consiglio d'Europa. Nel settembre 2004 è diventata una delle fondatrici del Movimento Socialista per l'Integrazione (LSI). Oggi è la segretaria generale del ramo LSI di Tirana.

## Vita personale
È sposata con un altro politico, Ilir Meta, con il quale ha tre figli: Bora, Besar ed Era Metaj. Nel 2017, quando Meta è stato eletto Presidente dell'Albania, ha rifiutato di diventare la First Lady del paese, scegliendo di continuare a essere un membro del Parlamento.